# Euphorbia wittmannii
Euphorbia wittmannii — вид рослин із родини молочайних (Euphorbiaceae), зростає у Туреччині й Південному Кавказі.

## Опис
Це рослина 10–15 см заввишки. Листки сидячі й довгасто-ланцетні. Променів зонтика 5. Квітки жовті. Період цвітіння: літо.

## Поширення
Зростає у Туреччині й Південному Кавказі. Населяє гори.